# لاته فربیک
لاته فربیک (به انگلیسی: Lotte Verbeek) (زاده ۲۴ ژوئن ۱۹۸۲) یک هنرپیشه، رقصنده و مدل هلندی است. او را بیشتر برای ایفای نقش شخصیت گایلیس دانکن در مجموعه تلویزیونی شبکه استارز با عنوان غریبه، و همچنین فیلم‌هایی نظیر بخت پریشان و آخرین شکارچی جادوگر اشاره کرد.